# Bocșa

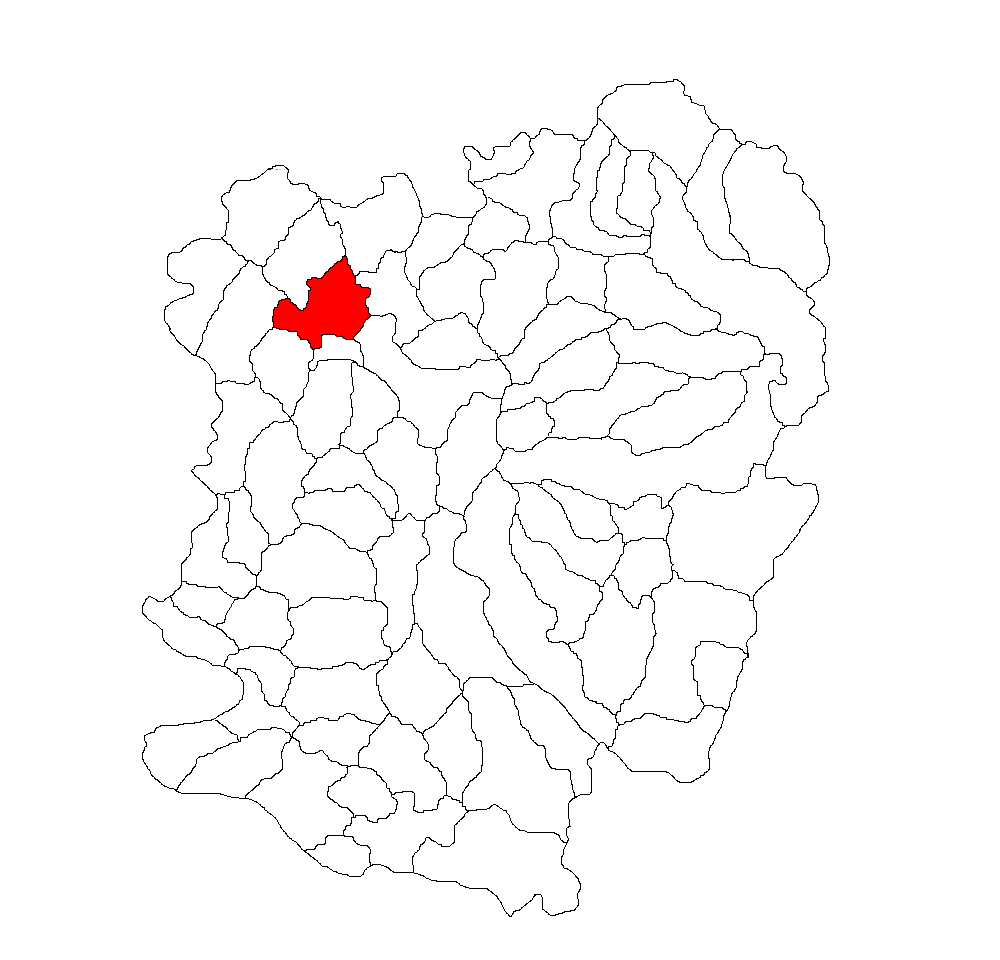
Lage von Bocșa im Kreis Caraș-Severin

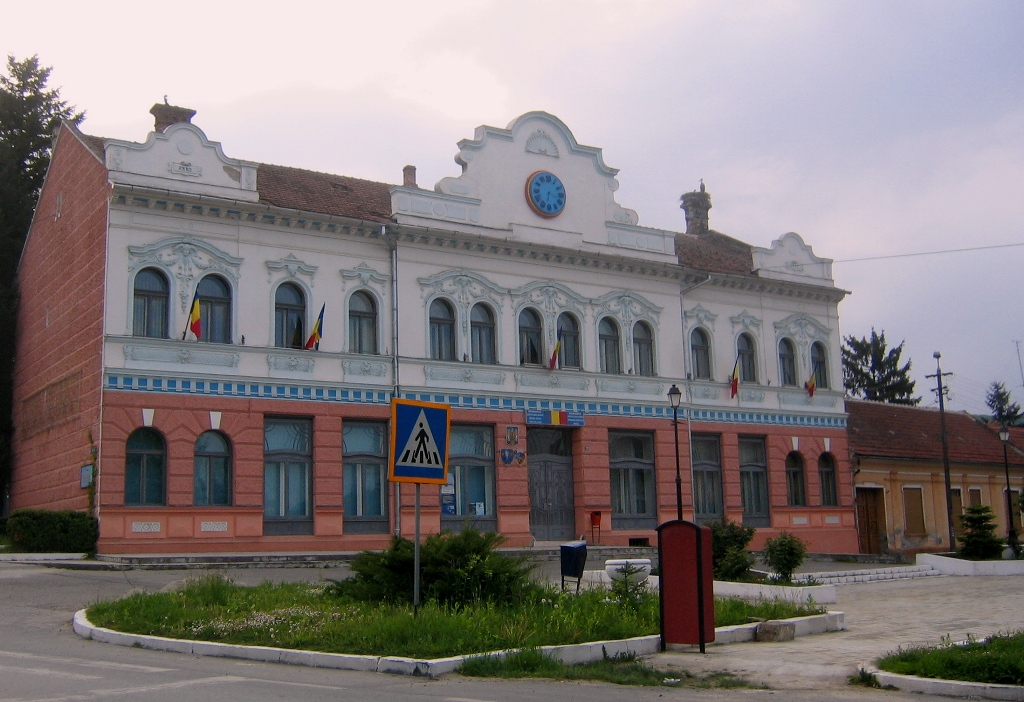
Rathaus der Stadt (2007)

Bocșa (Ausspracheⓘ; deutsch Bokschan, ungarisch Boksánbánya) ist eine Stadt im Kreis Caraș-Severin im rumänischen Banat.

## Geographische Lage
Bocșa liegt im Banat im Tal des Flusses Bârzava zwischen dem Dognecea-Gebirge im Süden und dem Berg Tâlva Înaltă (370 m) im Norden. Die Kreishauptstadt Reșița befindet sich etwa 15 km südöstlich.

## Nachbarorte
| Berzovia  | Sacoșu Mare                                 | Găvojdia   |
| Deta      | Kompassrose, die auf Nachbargemeinden zeigt | Caransebeș |
| Jamu Mare | Anina                                       | Reșița     |

## Geschichte
Das Gebiet der heutigen Stadt bestand ursprünglich aus drei Dörfern, und zwar Bocșa Montană (dt. Deutsch-Bokschan), Vasiova (deutsch Wassiowa; ungarisch Vassafalva) und Bocșa Româna (Rumänisch-Bokschan, Várboksán). Nach dem Zweiten Weltkrieg wurden Bocșa Montană und Vasovia zur Gemeinde Bocșa Vasoviei (heute Stadtteil Bocșa I) vereinigt. Diese wurde 1961 mit Bocșa Româna (heute Stadtteil Bocșa II) zur Stadt Bocșa zusammengeschlossen.
Die erste urkundliche Erwähnung von Bocșa (des späteren Bocșa Româna) stammt von 1333. 1437 ist auch Vasiova dokumentiert. Im Jahr 1534 wurde die Burg Bocșa erwähnt. Während der türkischen Herrschaft im 16. und 17. Jahrhundert wurden in der Umgebung Bocșas Eisen und Kupfer abgebaut. Nach der Eingliederung in das habsburgische Imperium nahmen ab 1703 österreichische Bergleute die Förderung wieder auf. In der Folge entwickelte sich oberhalb Bocșa Românas der Bergarbeiterort Deutsch-Bokschan. 1719 entstanden zur Verarbeitung des im Dognecea-Gebirge und bei Eisenstein (rumänisch Ocna de Fier; ungarisch Vaskö) abgebauten Eisenerzes in Deutsch-Bokschan eine Eisenhütte sowie die erste staatliche Eisenmanufaktur Südosteuropas, genannt „Altwerk“. 1722 wurde eine weitere Manufaktur errichtet, das „Neuwerk“. Um dieses herum entstand eine Siedlung, die Neu-Deutsch-Bokschan (Bocșa Montană Nouă; Újboksánbánya) genannt wurde. Auch aus Lupak (Lupac, Kiskrassó) und dem Semenic-Gebirge wurde Eisenerz nach Bocșa gebracht.
Zwischenzeitlich wurde die Eisenhütte von der Wiener Hofkammer in private Hände verpachtet, dann aber wieder staatlicherseits übernommen und 1855 die Ende des 18. Jahrhunderts errichtete neue Eisenhütte der Österreichischen Staatseisenbahngesellschaft verkauft. Nach 1873 verlor die Hütte an Bedeutung und stellte den Betrieb ein. 1898 entstand eine Fabrik zur Herstellung landwirtschaftlicher Geräte. Nach dem Ersten Weltkrieg gelangten der größte Teil des Banats und auch das Gebiet der heutigen Stadt Bocșa an Rumänien.
Nach der Rumänischen Revolution von 1989 kam es durch den wirtschaftlichen Umbruch zu einer Änderung der Bevölkerungsstruktur, insbesondere zu einem Zuzug sozial schwacher Familien, vor allem von Roma. Damit verbunden waren eine Zunahme der Kriminalitätsrate und schlechte hygienische Zustände besonders in Bocșa II.
Die wichtigsten Wirtschaftszweige der Stadt sind weiterhin der Metallbau und die Produktion landwirtschaftlicher Geräte.

## Bevölkerung
Im Jahr 1717 wurden in Bocșa Româna 82, in Vasiova 32 Häuser gezählt. 1880 lebten auf dem Gebiet der heutigen Stadt 6426 Menschen, davon 4588 Rumänen, 1186 Deutsche und 178 Ungarn. 1977 ermittelte man mit 20.731 die größte Einwohnerzahl. Bei der Volkszählung 2002 wurden in der Stadt 16.911 Einwohner registriert, darunter 15.041 Rumänen, 643 Roma, 596 Ungarn, 432 Deutsche, 64 Slowaken, 61 Serben, 28 Ukrainer und 17 Tschechen.

## Verkehr
Bocșa liegt an einer Nebenbahnstrecke von Reșița nach Voiteg (Bahnhof Voiteni). Auf dem Stadtgebiet liegen vier Haltestellen. Die Strecke wird von der privaten Bahngesellschaft Regiotrans bedient. Durch die Stadt führt die Nationalstraße 58B von Voiteg nach Reșița.

## Sehenswürdigkeiten
- Kloster des Hl. Ilie (1905)
- Burgruine Buza Turcului
- Landschaft des Dognecea-Gebirges

## Persönlichkeiten
- Petru E. Oance (1881–1973), alias Tata Oancea, Dichter und Bildhauer[5]
- Zeno Vancea (1900–1990), Komponist und Musikwissenschaftler
- Sorin Frunzăverde (1960–2019), Politiker